# Hangbe
Hangbe var regent i Dahomey 1716.
Hon var den enda kvinnliga härskaren i Dahomeys historia. Hennes exakta status och regeringslängd är dock oklar eftersom hon efter sin regeringstid utsattes för ett damnatio memoriae och raderades från regentlängden.
Hon anges vara tvillingsyster till kung Akaba av Dahomey (regerade 1686–1716). När hennes bror avled 1716 var hans son Agbo Sassa inte gammal nog att bestiga tronen. I denna situation ska ett maktvakuum ha uppkommit, där Hangbe lyckades bestiga tronen. Det är oklart om hon gjorde det som monark, eller som någon typ av ställföreträdande regent. Hon stödde Agbo Sassa som nästa kung. När tronen istället vanns av Agaja av Dahomey (regerade 1718–1740), utsattes hennes regeringstid av ett damnatio memoriae av Agaja.
Hon har utpekats som grundaren av Dahomey-amasonerna, en militärenhet bestående av kvinnor. 